# Alclad
Alclad é uma marca registrada da empresa Alcoa, cujo nome é usado genericamente para descrever um revestimento realizado em ligas de duralumínio, para melhorar a resistência a corrosão.
São chapas de duralumínio revestidas em ambas as faces com alumínio puro (99,99%), promovendo uma diminuição de cerca de 10% da resistência à tração. O revestimento compreende cerca de 10% da seção transversal.